# CV-424
La CV-424 es una carretera local de la Comunidad Valenciana, comunica la zona de urbanizaciones de Chiva y Godelleta con Buñol.

## Nomenclatura
La CV-424 es una carretera local que pertenece a la Diputación Provincial de Valencia, es una carretera que conecta las poblaciones de Chiva, Godelleta y Buñol. Su nombre viene de la CV (que indica que es una carretera autonómica de la Comunidad Valenciana) y el 424, es el número que recibe dicha carretera, según el orden de nomenclaturas de las carreteras secundarias de la Comunidad Valenciana.

## Historia
La CV-424 sustituyó a las carreteras locales  VV-3061  y  VV-3036  que tenían el mismo trazado que ahora. 

## Trazado Actual
La CV-424 inicia su recorrido como carretera convencional en la salida 337 de la Autovía  A-3  y recorre los términos municipales de Godelleta y Chiva pasando por urbanizaciones de estos como El Bosque, La Loma, La esmeralda o Calicanto. Después se dirige al núcleo urbano de Godelleta donde atraviesa la  CV-50  y finaliza su recorrido en Buñol.
- Datos: Q5737646